# Bray-Saint-Aignan
Bray-Saint-Aignan is een gemeente in het Franse departement Loiret (regio Centre-Val de Loire). De plaats maakt deel uit van het arrondissement Orléans. Bray-Saint-Aignan is op 1 januari 2017 ontstaan door de fusie van de gemeenten Bray-en-Val en Saint-Aignan-des-Gués. De gemeente telde 1.774 inwoners op 1 januari 2022.

## Geografie
De oppervlakte van Bray-Saint-Aignan bedroeg op 1 januari 2022 26,16 vierkante kilometer; de bevolkingsdichtheid was toen 67,8 inwoners per km².

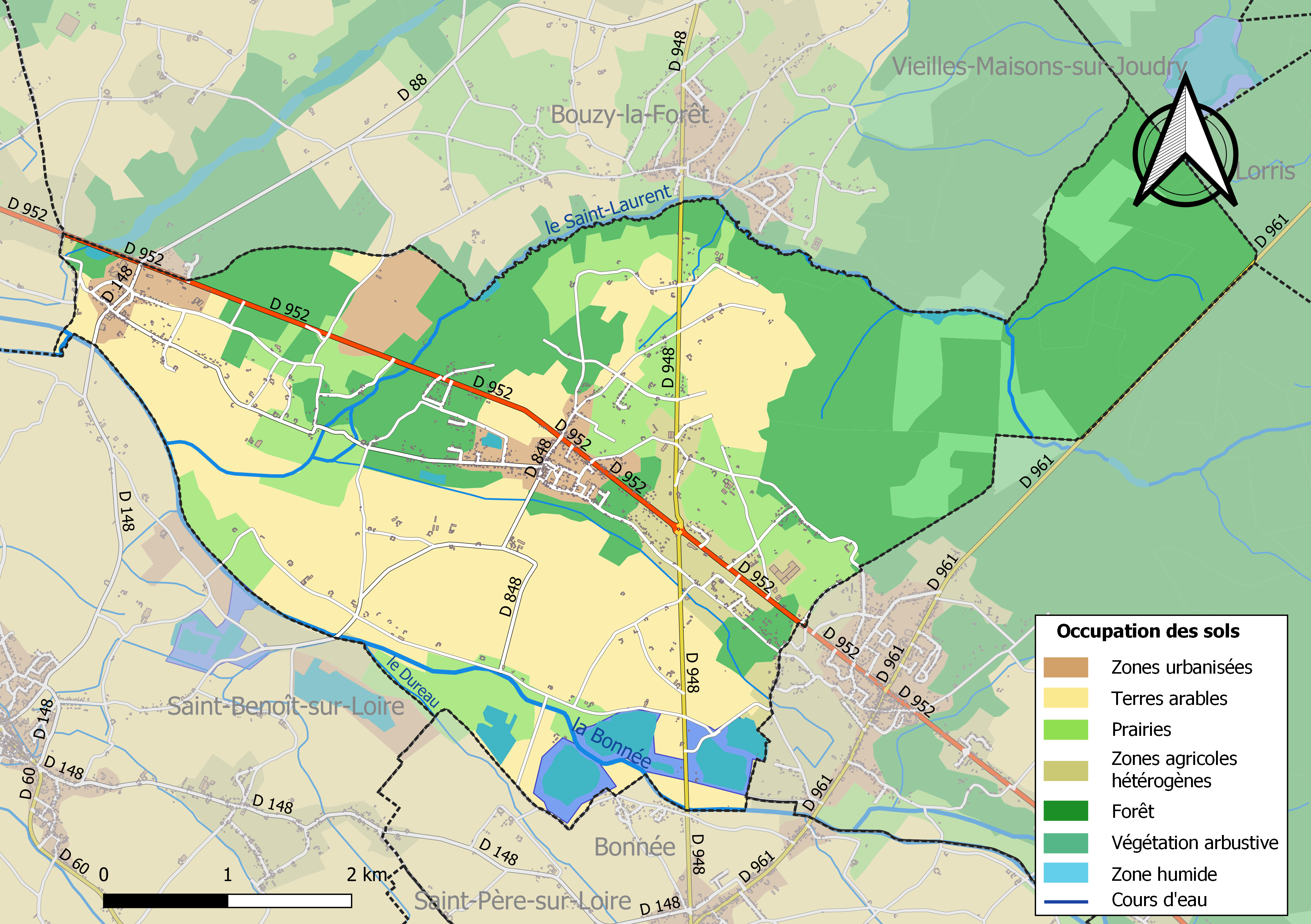
Kaart van de gemeente met de belangrijkste infrastructuur, bodemgebruik en omliggende gemeenten